# Aseraggodes cyaneus
 Aseraggodes cyaneus és un peix teleosti de la família dels soleids i de l'ordre dels pleuronectiformes que es troba a les costes d'Indonèsia i a l'est de l'oceà Índic.